# Голованов Олександр Євгенович
Олекса́ндр Євге́нович Голова́нов (25 липня (7 серпня) 1904 — 22 вересня 1975) — радянський воєначальник Військово-повітряних Сил. Головний маршал авіації (19.08.1944). Військовий льотчик. Командувач Авіацією далекої дії (1942—1944), 18-ю повітряною армією (1944—1946), Дальньою авіацією СРСР (1946—1948). Один з перших маршалів родів військ в РСЧА. Наймолодший маршал авіації (39 років) і наймолодший Головний маршал (41 рік) в Радянському Союзі.

## Біографія

### Молоді роки і служба в органах держбезпеки
Народився Олександр Голованов у родині капітана буксирного пароплава та оперної співачки — дочки страченого народовольця Миколи Кибальчича. У восьмирічному віці його віддали в Новгородський кадетський корпус. Після Жовтневого перевороту в Росії з 14 років працював кур'єром в конторі «Профсохлібу» Наркомпроду РСФРР. У травні 1919 добровільно вступив у Червону армію. Воював на Південному фронті, розвідник 59-о стрілецького полку, був контужений в бою. Після демобілізації в жовтні 1920, згідно з офіційною біографією, Голованов працював кур'єром у Центральному управлінні постачання Червоної Армії та Флоту, агентом «Центродруку», сплавляв ліс по Волзі, був електромонтером в 5-му Волзькому полку ГПУ Нижньому Новгороді. Деякі джерела свідчать про його участь у червоному терорі в складі ЧОН.
У 1923 році райкомом комсомолу Нижнього Новгорода він був направлений на навчання, а через рік губкомом ВКП(б) — на роботу в органи ГПУ. В органах держбезпеки пропрацював з 1924 року по 1933 рік у особих відділах і на оперативній роботі, обіймав посади від оперуповноваженого до начальника відділення. Брав участь в арешті Бориса Савінкова. В 1929 вступив у ВКП(б). Працюючи в органах, двічі виїжджав у відрядження в Китай (провінція Сіньцзян) в 1930 і в 1931 роках. У грудні 1931 він був прикомандирований ОГПУ для роботи в Народний комісаріат важкої промисловості на посаду відповідального секретаря заступника наркома. У цей наркомат входив главк авіаційної промисловості.

### Цивільний льотчик
У 1932 році закінчив льотну школу Тсоавіахіму. Він швидко опанував техніку пілотування в складних метеорологічних умовах (в будь-який час доби, з використанням засобів радіонавігації), і незабаром став одним з найкращих льотчиків Цивільного повітряного флоту (ГВФ).
У січні 1935 призначений начальником Східно-Сибірського управління Цивільного повітряного флоту (з центром у місті Іркутськ). 1936 року постановою РНК СРСР був введений до складу Ради при начальнику Головного управління ГВФ. У 1937 році був виключений з ВКП(б). Відновлений у партії Комісією партійного контролю. Працював льотчиком у Московському управлінні «Аерофлоту». Обіймав посади пілота, командира загону, начальника управління «Аерофлоту». Згодом Голованов став шеф-пілотом ескадрильї особливого призначення та одним з найкращих льотчиків цивільної авіації. В 1938 році газети писали про нього як про «льотчика-мільйонера», тобто того, що налітав мільйон кілометрів. Голованов нагороджений знаком «Відмінник Аерофлоту» та знаками «За безаварійний наліт» 300 000 і 500 000 км. Його фото публікується на обкладинці популярного журналу «Огонек».
Офіційно перебуваючи на службі в Цивільному повітряному флоті, Голованов залишався офіцером держбезпеки, довіреною особою Сталіна, його особистим охоронцем, пілотом, виконавцем таємних завдань. Голованов літав на літаку з написом на борту «Сталінський маршрут». Макет саме цього літака стояв на столі вождя. Сам Сталін на літаку не літав, але в знак особливої поваги іноді жалував партійних вельмож польотом на ньому.
З 1939 року Голованов перебував у розпорядженні штабу Військово-повітряних сил РСЧА. Брав участь як командир екіпажу в бойових діях на річці Халхин-Гол (нагороджений орденом Червоного Прапора) і у війні з Фінляндією (нагороджений орденом Леніна).

### Авіація дальньої дії в Другій світовій війні
У січні 1941 року, за порадою генерального інспектора Військово-повітряних сил Якова Смушкевича, Голованов написав листа Сталіну про необхідність спеціальної підготовки льотчиків дальньої бомбардувальної авіації до польотів у погану погоду, поза видимості землі. Після особистої зустрічі зі Сталіним у лютому 1941 Олександр Євгенович був призначений командиром 212-го дальньобомбардувального полку. З серпня 1941 — командир 81-ї авіадивізії дальньої дії. Особисто брав участь у здійсненні далеких бомбардувальних рейдів, зокрема в бомбардуванні Берліна. 25 жовтня 1941 отримав військове звання генерал-майор авіації. У грудні 1941 постановою Державного комітету оборони був призначений командиром 3-й авіадивізії дальньої дії Ставки Верховного Головнокомандування. З цього часу і до кінця війни керував радянською дальньою авіацією.
Сталін довіряв і симпатизував Голованову. У своїх спогадах останній розповів про підготовлений ним особисто переліт Сталіна і всіх радянських представників на Тегеранську конференцію. Переліт з Баку в Тегеран здійснювався двома літаками. Голованов особисто керував другим, а на першому, яким керував Віктор Грачов, летіли Сталін, Молотов та Ворошилов.
За три з половиною роки зробив карколомний кар'єрний зліт від підполковника до Головного маршала авіації. З 26 березня 1943 — генерал-полковник авіації. 3 серпня — другий після О. О. Новикова маршал авіації, 19 серпня 1944 — Головний маршал авіації.
З грудня 1944 до кінця війни — командувач 18-ю повітряною армією, в якій була зібрана вся далекобомбардувальна авіація СРСР. За особисту участь у бойових діях і керівництво бойовими операціями О. Є. Голованов був нагороджений орденом Леніна, двома орденами Червоного Прапора, трьома орденами Суворова 1-о ступеня, орденом Червоної Зірки, польським Хрестом Грюнвальда 1-го ступеня, трьома монгольськими орденами — Сухе-Батора, Червоного Прапора, За бойові заслуги.

### Післявоєнний період, кінець кар'єри
З квітня 1946 — командувач дальньою авіацією СРСР. У 1948 потрапив в «опалу», був знятий з посади. В тому ж році поступив на Вищі академічні курси Військової академії Генерального штабу, які закінчив у 1950 із золотою медаллю. Депутат Верховної Ради СРСР II скликання (1946—1950).
Після закінчення Академії не отримав призначення у війська і був змушений написати про це Сталіну. Після цього, в 1952 році був призначений командиром 15-го повітряно-десантного корпусу. Це було пониження, яке не має аналогів в історії — за всю історію Радянської армії корпусом ніколи не командував маршал. Голованову було запропоновано написати заяву до Президії Верховної Ради СРСР з проханням знизити йому звання з Головного маршала авіації до загальновійськового генерал-полковника, на що він не погодився. Після смерті Сталіна, у вересні 1953, звільнений у запас.
У роки вимушеної бездіяльності Олександр Євгенович вступив на вечірнє відділення Інституту іноземних мов. У 1955 році брав участь в арктичних експедиціях як другий пілот літака Іл-14, командиром якого був знаменитий полярний льотчик І. П. Мазурук. З 1958 року працював заступником начальника Державного науково-дослідного інституту цивільної авіації з льотної служби.
З 1966 року — на пенсії. Останні роки життя Голованов присвятив написанню книги спогадів «Дальня бомбардувальна… Спогади Головного маршала авіації 1941—1945» відомої також як «Записки командувача Авіації дальньої дії». За життя автора книга видавалася з значними купюрами і не окремим виданням, а в літературному журналі окремими главами протягом п'яти років. Вперше видана повністю лише наприкінці 1980-х років.
Помер Олександр Євгенович Голованов на 72-му році життя 22 вересня 1975 року. Похований у Москві на Новодівочому кладовищі.

## Військові звання
- генерал-майор авіації — 25.10.1941
- генерал-лейтенант авіації — 05.05.1942
- генерал-полковник авіації — 26.03.1943
- маршал авіації — 03.08.1943
- Головний маршал авіації — 19.08.1944